# Nymph Errant
Nymph Errant è un musical con musica di Cole Porter e libretto di Romney Brent.

## Storia
La commedia debuttò il 6 ottobre del 1933 al teatro Adelphi di Londra e chiuse il 17 febbraio del 1934 dopo 154 repliche. La regia fu affidata a Romney Brent, sotto la supervisione personale del produttore Charles B. Cochran. Le coreografie furono curate da Agnes de Mille. Fra gli interpreti originali ricordiamo Gertrude Lawrence e Elisabeth Welch.

## Trama
Appena uscita da un esclusivo collegio svizzero Evangeline Edwards decide di girare il mondo per cercare di perdere la propria innocenza. Si recherà prima a Neauville-sur-Mer e poi a Parigi, Venezia e in Turchia dove sarà presa prigioniera in un harem. Dopo tanto peregrinare tornerà a casa in inghilterra dove finalmente troverà il vero amore.

## Numeri musicali
Primo atto
- Experiment
- It's Bad for Me
- Neauville-Sur-Mer
- The Cocotte
- How Could We Be Wrong?
- They're Always Entertaining
- Cazanova
- Nymph Errant

Secondo atto
- Ruins
- The Physician
- Solomon
- Back to Nature With You
- Plumbing
- Si Vous Aimez Les Poitrines
- Experiment (ripresa)

Numeri musicali eliminati durante il rodaggio dello show o subito dopo il debutto:
- Georgia Sand (eliminata dopo il debutto e sostituita con la canzone Cazanova)
- When Love Comes Your Way (eliminata durante il rodaggio a Manchester)
- I Look at You (eliminata durante il rodaggio a Manchester)
- Sweet Nudity (scritta per lo show ma eliminata prima del rodaggio)
- French Colonial Exposition Scene (scritta per lo show ma mai utilizzata)
- My Louisa (scritta per lo show ma mai utilizzata)